# پپورث سنت اگنس
پپورث سنت اگنس (به انگلیسی: Papworth St Agnes) یک روستا و محله مدنی در بریتانیا است که در کمبریج‌شر جنوبی واقع شده‌است.